# 奈良県道218号内牧菟田野線
奈良県道218号内牧菟田野線（ならけんどう218ごう うちまきうたのせん）は、奈良県宇陀市を通る一般県道である。

## 概要
宇陀市榛原内牧から宇陀市菟田野古市場に至る。
国道369号と国道166号を結ぶ。奈良県道の200番台の道路にありながらも全線で2車線が確保されており、信号機は終点にのみ存在する道路である。

### 路線データ
- 起点：宇陀市榛原内牧（国道369号交点）
- 終点：宇陀市菟田野古市場（水分橋南詰交差点、国道166号交点）

## 地理

### 通過する自治体
- 奈良県
  - 宇陀市

### 交差する道路
| 交差する道路                 | 交差する場所 | 交差する場所            |
| ---------------------------- | ------------ | ----------------------- |
| 国道369号                    | 榛原内牧     | 起点                    |
| 奈良県道31号榛原菟田野御杖線 | 菟田野古市場 |                         |
| 国道166号                    | 菟田野古市場 | 水分橋南詰交差点 / 終点 |

### 沿線
- 宇太水分神社
- 芳野川
- 宇陀市立菟田野中学校（終点付近）